# Tartaras
Tartaras ist eine französische Gemeinde mit 957 Einwohnern (Stand: 1. Januar 2022) im Département Loire in der Region Auvergne-Rhône-Alpes. Tartaras gehört zum Arrondissement Roanne und zum Kanton Rive-de-Gier.

## Geographie
Tartaras liegt etwa 25 Kilometer nordöstlich von Saint-Étienne und etwa 16 Kilometer westnordwestlich von Vienne. Der Gier begrenzt die Gemeinde im Süden und Südwesten. Umgeben wird Tartaras von den Nachbargemeinden Beauvallon mit der Commune déléguée Saint-Jean-de-Touslas im Norden, Dargoire im Norden und Nordosten, Saint-Romain-en-Gier im Osten, Trèves im Süden und Südosten, Longes im Süden, Châteauneuf im Südwesten sowie Chabanière mit der Commune deleguée Saint-Maurice-sur-Dargoire im Westen.

## Bevölkerungsentwicklung
| Jahr                       | 1962 | 1968 | 1975 | 1982 | 1990 | 1999 | 2006 | 2017 |
| -------------------------- | ---- | ---- | ---- | ---- | ---- | ---- | ---- | ---- |
| Einwohner                  | 218  | 269  | 279  | 290  | 366  | 596  | 720  | 854  |
| Quellen: Cassini und INSEE |      |      |      |      |      |      |      |      |

## Sehenswürdigkeiten
- doppelte Schleuse am Kanal von Givors nach La Grand-Croix (erbaut 1761–1781) zum Kohletransport, bis 1955 wurde die Schleusenanlage genutzt

## Persönlichkeiten
- Charles Bossut (1730–1814), Mathematiker